# Courtney Mathewson
Courtney Lynn Kaiulani Mathewson (Orange, 14 settembre 1986) è un'ex pallanuotista statunitense.

## Palmarès
Olimpiadi
- 1 medaglia:
  - 1 oro (Londra 2012).

Mondiali
- 1 medaglia:
  - 1 oro (Kazan' 2015).

Giochi panamericani
- 2 medaglie:
  - 2 ori (Guadalajara 2011, Toronto 2015).

Coppa del Mondo
- 2 medaglie:
  - 2 ori (Christchurch 2010, Chanty-Mansijsk 2014).

World League
- 5 medaglie:
  - 4 ori (La Jolla 2010, Tianjin 2011, Changshu 2012, Shanghai 2015)
  - 1 bronzo (Pechino 2013).